# アリタリア航空404便墜落事故
アリタリア航空404便墜落事故（ありたりあこうくう404びんついらくじこ）は、1990年11月14日に、リナーテ空港発チューリッヒ国際空港行きだったアリタリア航空404便（ダグラス DC-9-32）が、チューリッヒ国際空港近郊のヴァイアッハの森に墜落した航空事故である。乗員乗客46人全員が死亡した。
スイスの調査委員会は、NAVレシーバーの短絡が墜落原因だとした。パイロットは、故障に気づかず正しい経路を飛行していると考えていた可能性が高いと推測された。また、委員会は副操縦士が着陸復航を行おうとした際に、機長が制止するというクルー・リソース・マネジメントの欠如などを指摘した。
最終報告書では、いくつかの大きな改善が要求され、さらなる勧告が行われた。

## 事故機

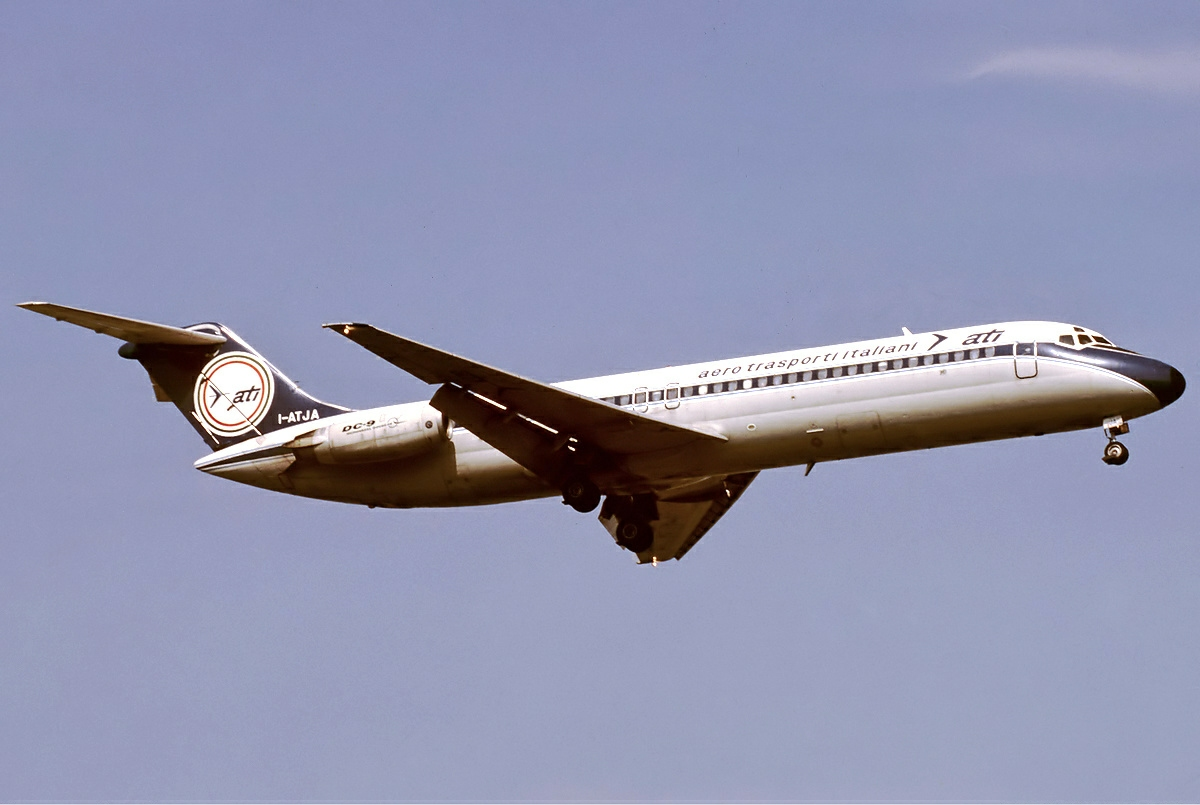
アエロ・トラスポルティ・イタリアーニでの運用に着く事故機

事故機のダグラス DC-9-32（I-ATJA）は、1974年に47641として製造された。当初はアリタリア航空の子会社であるアエロ・トラスポルティ・イタリアーニに納入されたが、1988年10月にアリタリア航空へ移籍し、墜落までに43,400サイクルの飛行を行っていた。また、墜落の10日前に検査が行われていた。

## 乗員乗客
404便には40人の乗客と6人の乗員が搭乗していた。乗員はパイロット2人と客室乗務員4人で構成されており、乗員は全員がイタリア人であった。乗客の多くは、ミラノの工業地帯で働く労働者で、他に沖電気工業の2人の日本人従業員も含まれていた。
| 国籍     | 乗客 | 乗員 | 合計 |
| -------- | ---- | ---- | ---- |
| イタリア | 6    | 6    | 12   |
| 日本     | 2    | -    | 2    |
| アメリカ | 6    | -    | 6    |
| スイス   | 26   | -    | 26   |
| 合計     | 40   | 6    | 46   |

機長は47歳男性で総飛行時間は10,000時間を越えていた。副操縦士は28歳男性で飛行経験は少なかった。

## 事故の経緯
チューリッヒ国際空港の滑走路14への着陸進入中に、NAVレシーバーの故障により、計器が誤表示を起こし、実際の高度よりも1,000フィート (300 m)高く表示されていた。副操縦士は、着陸復航を行おうとしたが、機長はこれを制止した。CET19時11分に機体はStadlerberg Mountainの1,660フィート (510 m)地点に衝突し、乗員乗客46人全員が死亡した。
衝突時に右翼が木々に接触したため、右側のフラップや右主翼が脱落し、非対称な揚力により機体は右に大きく傾き始め、ほぼ裏返しの状態で墜落した。
消防と警察が墜落現場に派遣されたが、火災の勢いが強く、鎮火までに1日を要した。目撃者によると「機体は火山のように燃えていた」という。404便の出発地であるリナーテ空港は、遺族たちのために危機管理センターを設置した。

## 事故調査
スイスの航空事故調査委員会は、墜落の1時間後に知らせを受けた。少なくとも80人以上の調査委員が派遣された。また、イタリアの内務大臣であるヴィンチェンツォ・スコティは、アメリカの国家運輸安全委員会（NTSB）と連邦航空局（FAA）を調査に加えた。フライトデータレコーダーとコックピットボイスレコーダーの両方が、事故現場から回収された。
墜落直後、目撃者たちは404便が地表に衝突する前に爆発していたように見えたと証言した。スイス航空管制局のジョセフ・マイヤー報道官は、記者会見でテロの可能性も視野に入れて調査を行うと述べた。
イタリアの報道機関によると、事故当時現場付近は雲に覆われ、大雨が降っており、視界が悪かったとの報告があったという。しかし、スイスの調査官は空港付近は軽い霧雨が降っていただけで、視界は良好だったと話した。
調査官は11月16日に、「事故機は、進入経路よりも900フィート (270 m)低く飛んでおり、機長は無線ビーコンに従っておらず、経路を逸脱した。」と発表した。この発表では、事故機が異常に低く飛行した理由については不明だった。

### 機長の決定
副操縦士は墜落前に着陸復航を行おうとしたが、機長が制止した。調査官とマクドネル・ダグラスは、もし復航を継続していれば墜落は避けられただろうという結論を出した。調査の結果、機長は副操縦士の操縦や操作に不満を持っており、機嫌が悪かったと判明した。その結果、副操縦士への信頼が欠如し、致命的な決定を下してしまった。

### 事故現場
404便が衝突したStadlerberg Mountainは、滑走路から充分な距離があったため、ICAOの基準では航空障害灯の設置は不要だった。しかし、標高が2,090フィート (640 m)あり、夜間では見えづらいため飛行に支障を来す可能性があった。この問題については、1976年からスイス航空と空港当局、連邦民間航空局との間で議論がされていた。コックピットボイスレコーダーによると、パイロットたちが雲に隠れた山を探していた様子はなかった。

### NAVレシーバーの故障

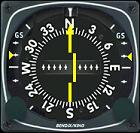
水平状態指示器の例、事故機では左右にあるグライドスロープの上下方向を示す印が誤って表示されていた

ブラックボックスの記録は、ADI(姿勢指示器)とHSI(水平状態指示器)はグライドスロープを捕捉していたことを示している。しかし、捕捉した時点で、実際には適切な飛行経路から1,300フィート (400 m)ほど低い高度を飛行していた。調査官は、NAVレシーバーではグライドスロープ上を飛行していると示されていたことを発見した。機体が、グライドスロープを外れ低空を飛行していたにもかかわらず、全てのNAV計器は適切に飛行しているよう表示されていたことを明らかにした。この時点では、調査官は計器に何の欠陥を発見していなかった。
マクドネル・ダグラスは、1984年8月24日に発行した、NAV計器についての試験、不具合・故障についての通達を調査官に渡した。試験結果は飛行中にNAV計器が誤った表示をする可能性を示していた。設計上、故障が発生した場合に赤いフラグが計器に表示されるべきだが、実際には表示されなかった。この通達は、同型のNAV計器を搭載しているDC-8、DC-9、C-9、MD-80を保有する全ての航空会社に送られていた。
マクドネル・ダグラスは、1985年にカリフォルニア州ロングビーチにおいて、NAV計器の欠陥についての説明会を開いており、アリタリア航空から3人が出席していた。しかし、通達と説明会での内容はどちらともパイロットたちには伝えられなかった。そのため、404便のパイロットたちも欠陥による誤表示が起きうることを知らなかった。

### 高度計の誤読

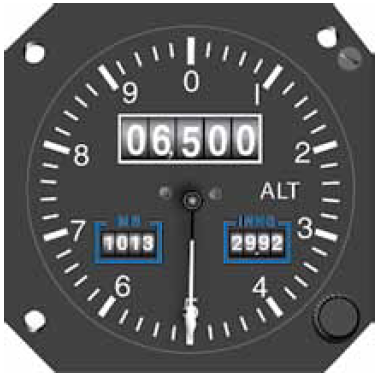
ドラム・ポインタ高度計の例

事故機は、旧型のドラム・ポインタ高度計を搭載していた。この高度計にはいくつかの欠点があり、例えば針の位置によっては高度を読みづらいといったものがある。
アメリカ空軍は、訓練や報告書でこの高度計の問題を指摘していた。
以前から、高度計の誤読による事故は発生していた。NASAの調査によると、アメリカのパイロット169人中、137人が誤読をしており、134人は別のパイロットも誤読をしていたと述べた。85%のパイロットは、操縦中に2度以上誤読をしたと言い、多くは着陸進入中に起きていた。
その後、この調査はパイロットからの証言に基づき、いくつかのことをまとめた。
- 「ドラム・ポインタ高度計は、正確に高度を読み取るため、集中力を余計に必要とする」
- 「高度計が小さく、しばしば重なることがあり、針から注意が逸らされてしまう」
- 「ストレスの多い状況下では、多くの誤解を招いてしまう」
- 「針が中心に位置しているときに、誤って1,000フィート (300 m)ずれた高度を読み取ってしまう可能性がある」

高度計の誤読が、404便のコックピットでも起こった可能性が指摘された。機長は、高度計を誤読し、標高2,650フィート (810 m)にあるアウターマーカーを、わずかに下回って飛行しているだけだと考えていた可能性がある。そのため、降下率を緩めれば滑走路に辿り着く前に誤差を修正できると考え、副操縦士の復航操作を制止したと思われる。

## 事故後

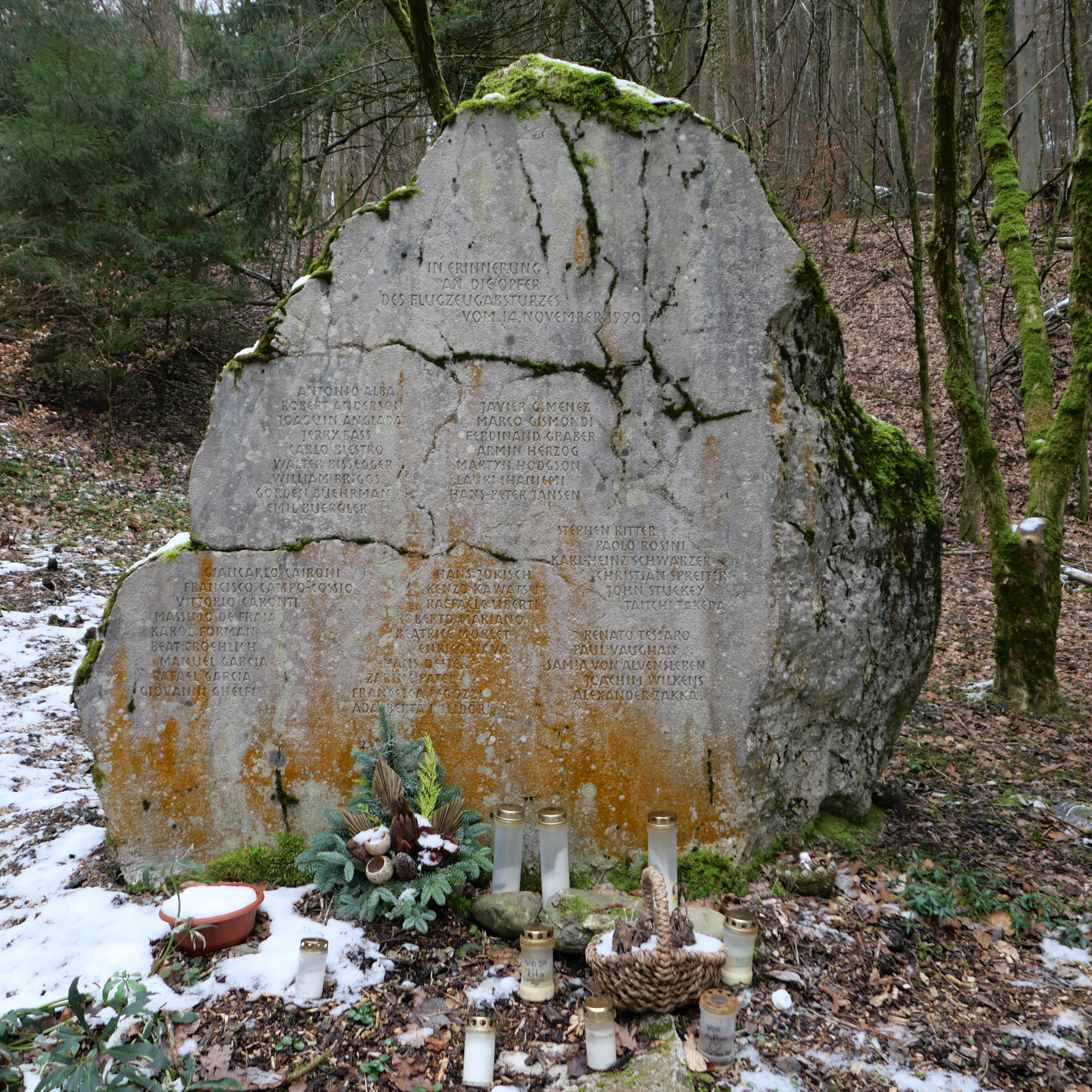
墜落現場の犠牲者のための記念碑。

調査委員会は、同様の事故が起こらないよういくつかの勧告を出した。着陸進入中の機長と副操縦士のコミュニケーションについて規則が改訂された他、ドラム・ポインタ高度計の誤読についても指摘された。最重要事項は、新規則では、一度着陸復航を開始すると、開始したパイロットの階級に関わらず、復航を中止させることは禁止されたことである:51-52。
事故後、いくつかの改訂が行われた。
- アリタリア航空は、NAV計器が故障した際の対処方法と故障を想定した訓練を受けされることをトレーニングに取り入れた。
- スイスの航空当局はStadlerberg Mountainに航空障害灯の設置を行った。

報告書でも推奨事項が示された。
- NAV計器が故障した際にも対地接近警報装置が作動すべきである。

アリタリア航空はローマ-フランクフルト線（エアバス A320シリーズで運航）で404便という便名を使用している。

## 映像化
- メーデー!:航空機事故の真実と真相 第16シーズン第8話「アリタリア航空404便」